# 藤木眞也
藤木 眞也（ふじき しんや、1967年2月25日 - ）は、日本の政治家、農家。自由民主党所属の参議院議員（2期）。
全国農協青年組織協議会会長、農林水産大臣政務官などを歴任した。報道では、藤木真也とも表記される。

## 経歴
熊本県上益城郡嘉島町出身。農家の家に生まれる。熊本県立熊本農業高等学校卒業後の1986年に就農。水稲約8ヘクタール、肥育牛700頭、繁殖牛400頭等を営農する大規模農家となる。
2005年から1年間、全国農協青年組織協議会会長を務め、2014年には上益城農業協同組合（JAかみましき）代表理事組合長に就任した。
2010年の第22回参議院議員通常選挙において、当時の政権与党であった民主党が藤木に出馬を要請し、農政連にも推薦を依頼していたが、農政連は自主投票とし、藤木も出馬しなかった。
2015年9月、全国農業者農政運動組織連盟は、藤木を翌2016年7月の第24回参議院議員通常選挙に自民党公認で比例区から擁立することを決定。農業協同組合改革や環太平洋経済連携協定交渉の影響から農政連が前回得票した約34万票から約10万票減らしたものの8位で初当選を果たした。当選後は、岸田派に入会した 。
2019年9月13日、 第4次安倍第2次改造内閣で農林水産大臣政務官に就任。
2020年2月22日、福島県藤木しんや後援会設立。
2022年7月の第26回参議院議員通常選挙で、自民党は比例代表に特定枠2人を含め計33人の候補者を擁立し、18議席を獲得をした。藤木は7番目の得票数で再選した。

## 政策・主張
- 受動喫煙防止を目的に飲食店などの建物内を原則禁煙とする健康増進法改正に反対。2020年4月に改正健康増進法が施行されたことにより飲食店の経営が厳しくなっていると持論を述べたうえで、「本来、受動喫煙防止対策としての健康増進法は『望まない受動喫煙を防止する』ことでもあり、喫煙者を禁煙に追い込み排除することではありません」と主張している[15]。
- 全青協役員時代には耕作放棄地の問題に取り組み、大豆の転作を推進。今後の農業のあり方に関しては、規模拡大・コスト低減を進める国に対して、現場で営農してきた経験から中山間地では規模拡大が出来ないこと、コストの削減には限界があることを示し、農業の多面的な機能を強化し、安定した持続可能な成長ができるような政策策定の必要性を訴えている[7]。

## 不祥事

### 公職選挙法違反
第24回参議院議員通常選挙において藤木の地元後援会事務局長が公職選挙法違反（買収）容疑で逮捕された。

## 所属団体・議員連盟
- 自民党たばこ議員連盟（幹事）[17]
- 自由民主党たばこ特別委員会（事務局次長）[18]

## 支援団体
- 全国たばこ販売政治連盟（組織推薦候補者）[19]

## 選挙歴
| 当落 | 選挙                     | 執行日         | 年齢 | 選挙区       | 政党       | 得票数     | 得票率 | 定数 | 得票順位 /候補者数 | 政党内比例順位 /政党当選者数 |
| ---- | ------------------------ | -------------- | ---- | ------------ | ---------- | ---------- | ------ | ---- | ------------------ | ---------------------------- |
| 当   | 第24回参議院議員通常選挙 | 2016年07月10日 | 49   | 参議院比例区 | 自由民主党 | 23万6119票 | 1.17%  | 48   | 8/25               | 8/19                         |
| 当   | 第26回参議院議員通常選挙 | 2022年07月10日 | 55   | 参議院比例区 | 自由民主党 | 18万7748票 | 1.02%  | 50   | 9/33               | 9/18                         |